# Солуки
Солу́ки — село в Україні, в Яворівському районі Львівської області. 
Населення становить 124 особи. Орган місцевого самоврядування — Івано-Франківська селищна рада.
Важливим фактом є те, що на території с. Солуки є джерела лікувальної води. Лікувальна вода "Солуки" була відомою на теренах всього Радянського союзу своїми винятковими властивостями.

## Населення

### Мова
Розподіл населення за рідною мовою за даними перепису 2001 року:
| Мова       | Кількість | Відсоток |
| ---------- | --------- | -------- |
| українська | 124       | 100%     |

## Галерея

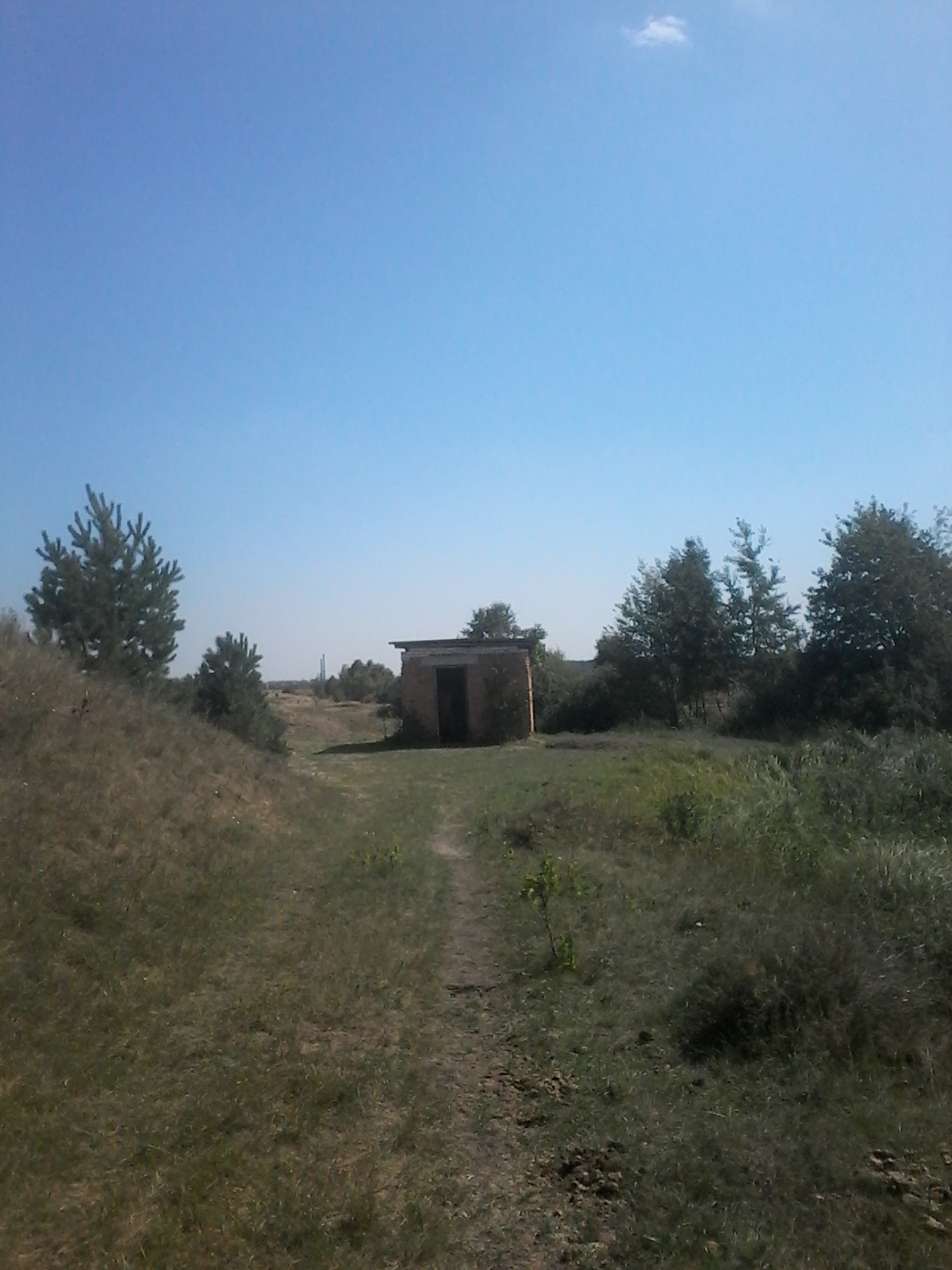
Будка із відкритим сірководневим джерелом
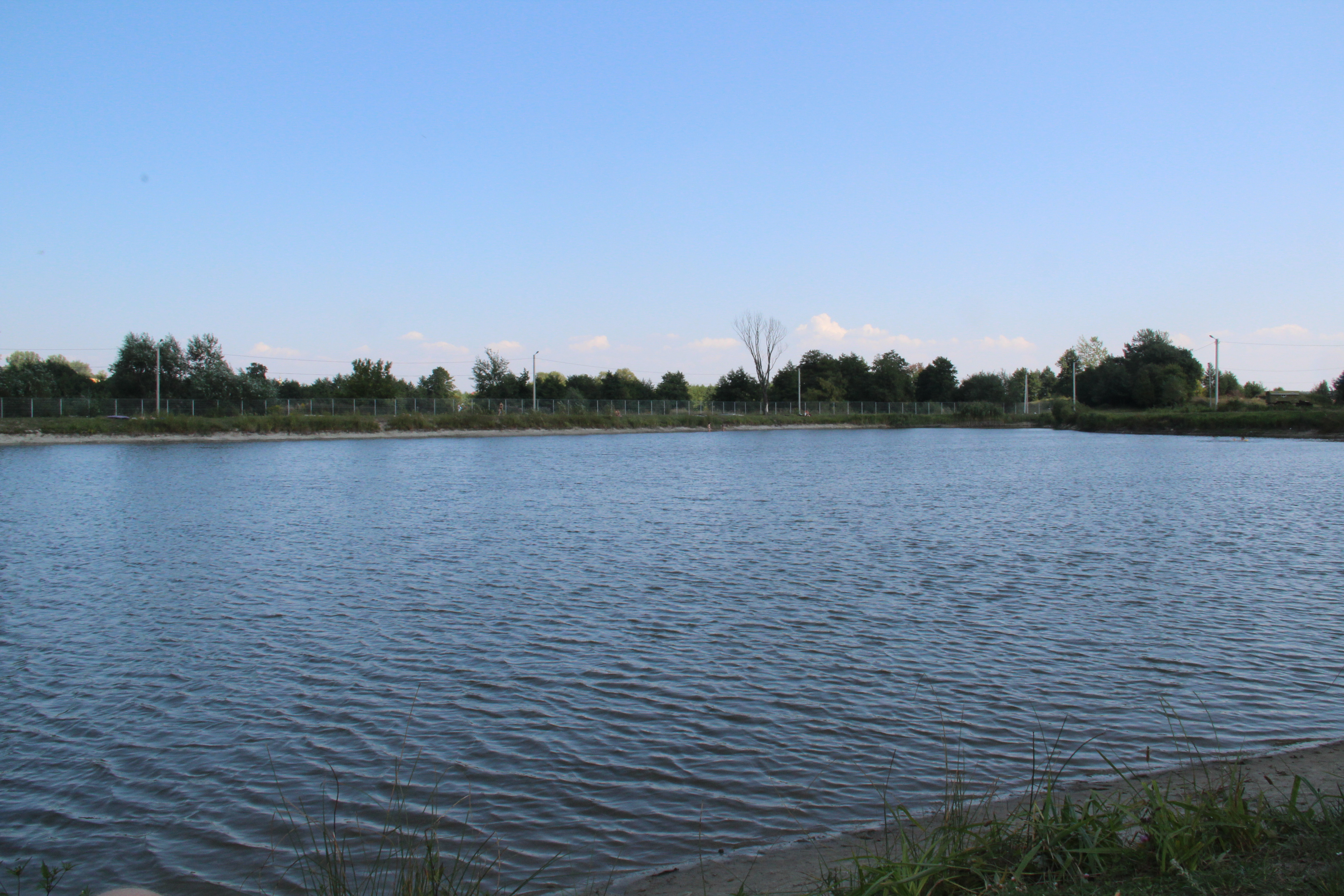
Ставок (Технічна водойма)
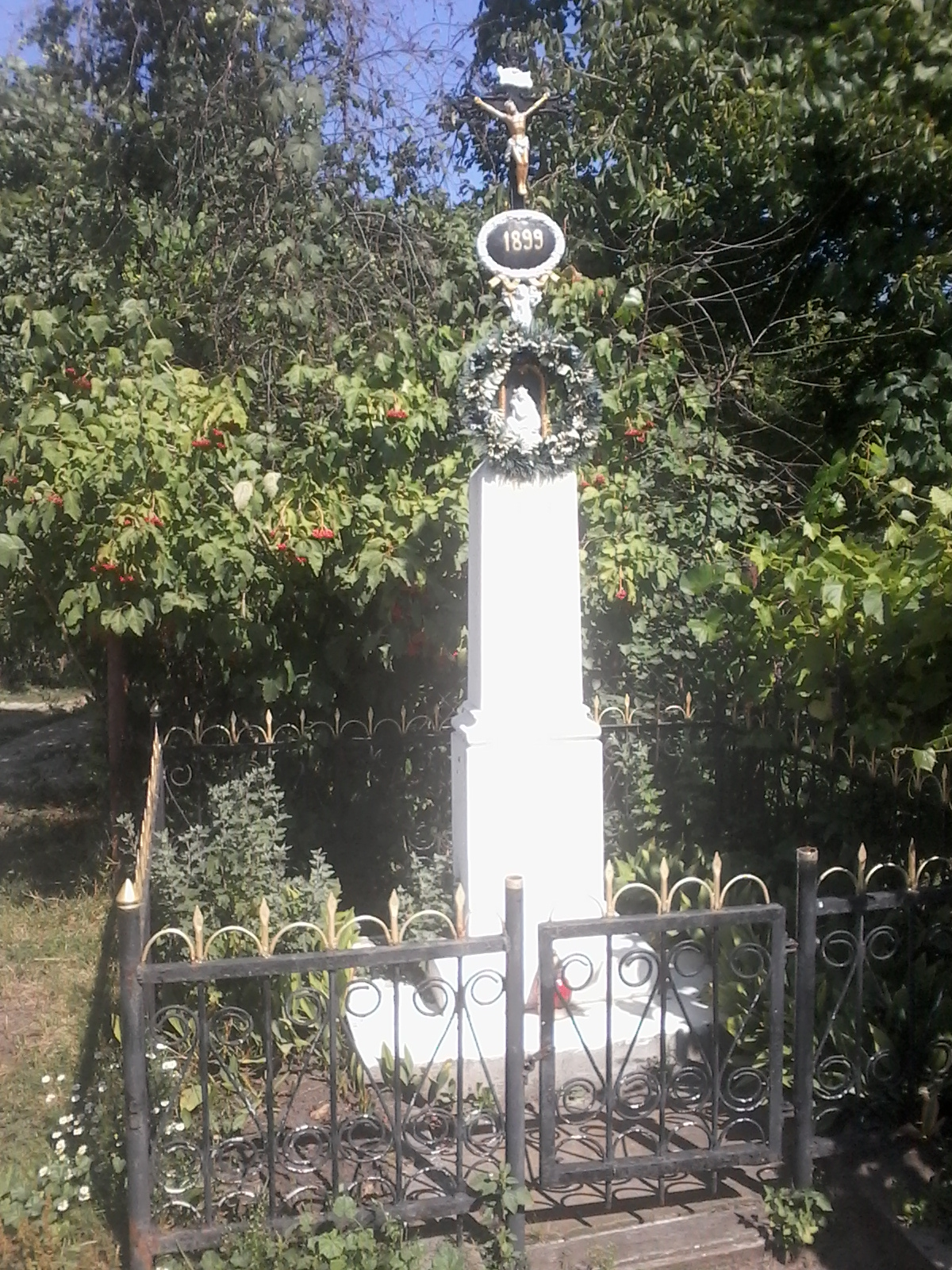
Придорожній хрест
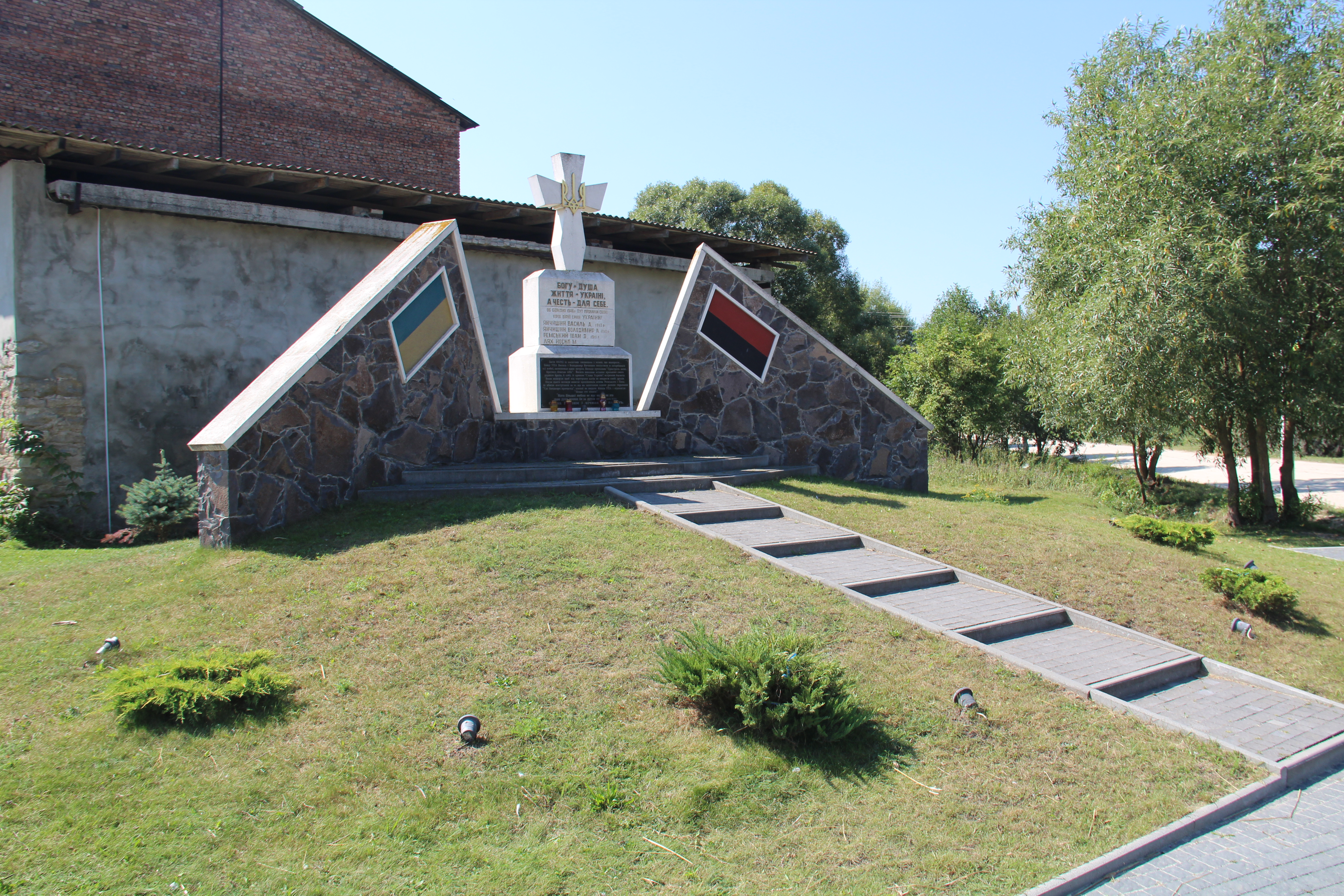
Пам'ятний знак
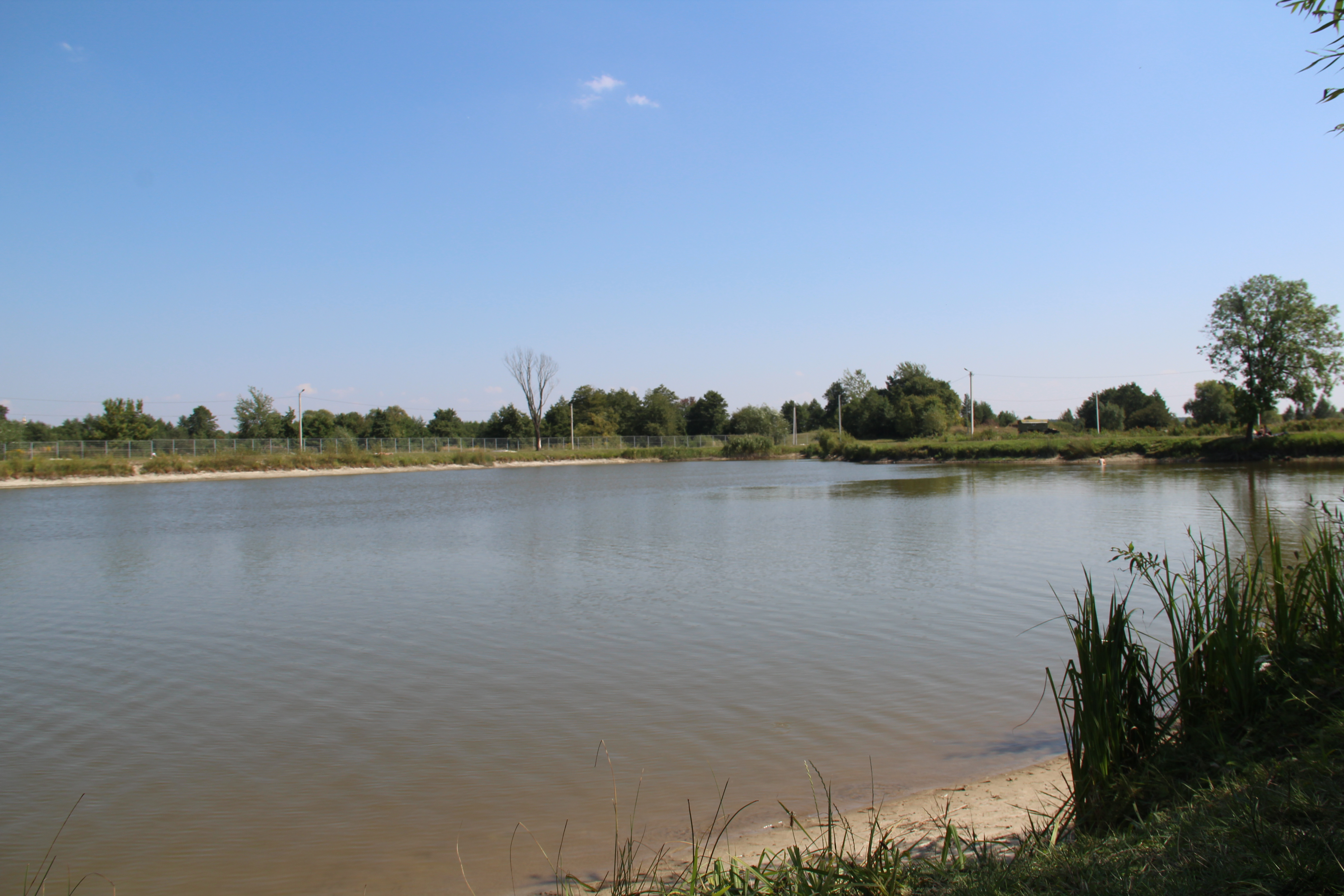
Ставок (Технічна водойма)